# Oostelijke Polders
Oostelijke Polders è un comune (ressort) del Suriname di 6.778 abitanti tra il fiume Nickerie e l'Oceano Atlantico.
Si trova su un terreno asciugato dal mare (polder) a est del fiume Nickerie, da cui il nome Oostelijke Polders (Polder orientale).